# Distenia sumatrensis
Distenia sumatrensis är en skalbaggsart som beskrevs av Schwarzer 1924. Distenia sumatrensis ingår i släktet Distenia och familjen långhorningar. Inga underarter finns listade i Catalogue of Life.